# Okręg wyborczy nr 42 do Sejmu Polskiej Rzeczypospolitej Ludowej (1989–1991)
Okręg wyborczy nr 42 do Sejmu Polskiej Rzeczypospolitej Ludowej (1989–1991) obejmował Kielce oraz gminy Bieliny, Bodzentyn, Chęciny, Daleszyce, Górno, Krasocin, Łagów, Łopuszno, Małogoszcz, Masłów, Miedziana Góra, Mniów, Morawica, Nowa Słupia, Piekoszów, Radoszyce, Raków, Sitkówka-Nowiny, Strawczyn, Włoszczowa i Zagnańsk (województwo kieleckie). W ówczesnym kształcie został utworzony w 1989. Wybieranych było w nim 5 posłów w systemie większościowym.
Siedzibą okręgowej komisji wyborczej były Kielce.

## Wybory parlamentarne 1989

### Mandat nr 163 –Polska Zjednoczona Partia Robotnicza
| Kandydat | I tura | I tura | II tura | II tura |
| Kandydat | Głosów | %      | Głosów  | %       |
| --- | ------ | ------ | ------- | ------- |
| Elżbieta Gacek                                                                                                 | 14 114 | 10,04  | 26 630  | 32,93   |
| Adam Brodecki                                                                                                  | 9101   | 6,47   | 33 440  | 41,35   |
| Ryszard Zieliński                                                                                              | 7836   | 5,57   | —       | —       |
| Anastazy Stępień                                                                                               | 6531   | 4,65   | —       | —       |
| Władysław Antoń                                                                                                | 6084   | 4,33   | —       | —       |
| Ryszard Czarny                                                                                                 | 5251   | 3,74   | —       | —       |
| Jan Krawczyk                                                                                                   | 3787   | 2,69   | —       | —       |
| Tadeusz Orłowski                                                                                               | 3591   | 2,55   | —       | —       |
| Bogusław Pasternak                                                                                             | 3553   | 2,53   | —       | —       |
| Stefan Rachtan                                                                                                 | 3178   | 2,26   | —       | —       |
| Robert Łukasiewicz                                                                                             | 3117   | 2,22   | —       | —       |
| Jerzy Kwiecień                                                                                                 | 2628   | 1,87   | —       | —       |
| Kazimierz Pasek                                                                                                | 2439   | 1,73   | —       | —       |
| Ireneusz Matuszczyk                                                                                            | 2054   | 1,46   | —       | —       |
| Janusz Wiśniewski                                                                                              | 1723   | 1,23   | —       | —       |
| Aleksander Nowak                                                                                               | 1587   | 1,13   | —       | —       |
| Liczba głosów ważnych: 140 584 (I tura) • 80 861 (II tura) Źródło: Państwowa Komisja Wyborcza I tura i II tura |        |        |         |         |

### Mandat nr 164 –Zjednoczone Stronnictwo Ludowe
| Kandydat | I tura | I tura | II tura | II tura |
| Kandydat | Głosów | %      | Głosów  | %       |
| --- | ------ | ------ | ------- | ------- |
| Stanisław Wiąckowski                                                                                           | 62 083 | 39,82  | 52 989  | 65,60   |
| Wojciech Musiał                                                                                                | 24 471 | 15,69  | 22 121  | 27,39   |
| Kazimierz Borowiecki                                                                                           | 10 048 | 6,44   | —       | —       |
| Witold Pobocha                                                                                                 | 7386   | 4,74   | —       | —       |
| Marian Koper                                                                                                   | 7368   | 4,73   | —       | —       |
| Czesław Kwietniewski                                                                                           | 5145   | 3,30   | —       | —       |
| Stanisław Stajniak                                                                                             | 4005   | 2,57   | —       | —       |
| Liczba głosów ważnych: 155 925 (I tura) • 80 773 (II tura) Źródło: Państwowa Komisja Wyborcza I tura i II tura |        |        |         |         |

### Mandat nr 165 –Stronnictwo Demokratyczne
| Kandydat | I tura | I tura | II tura | II tura |
| Kandydat | Głosów | %      | Głosów  | %       |
| --- | ------ | ------ | ------- | ------- |
| Kazimierz Ujazdowski                                                                                           | 62 715 | 40,18  | 49 799  | 61,81   |
| Zbigniew Kośla                                                                                                 | 31 185 | 19,98  | 26 564  | 32,97   |
| Lech Krawczyk                                                                                                  | 14 174 | 9,08   | —       | —       |
| Tadeusz Rylski                                                                                                 | 6604   | 4,23   | —       | —       |
| Wojciech Matuszko                                                                                              | 4557   | 2,92   | —       | —       |
| Liczba głosów ważnych: 156 091 (I tura) • 80 572 (II tura) Źródło: Państwowa Komisja Wyborcza I tura i II tura |        |        |         |         |

### Mandat nr 166 – bezpartyjny
| Kandydat                                                          | Głosów | %     |
| ----------------------------------------------------------------- | ------ | ----- |
| Juliusz Braun                                                     | 99 238 | 63,59 |
| Stanisław Góźdź                                                   | 11 885 | 7,62  |
| Irena Jończyk                                                     | 9958   | 6,38  |
| Artur Then                                                        | 7422   | 4,76  |
| Janina Kucińska                                                   | 5178   | 3,32  |
| Marian Bitner                                                     | 4043   | 2,59  |
| Marian Jantura                                                    | 3544   | 2,27  |
| Jerzy Kruszczyński                                                | 3040   | 1,95  |
| Liczba głosów ważnych: 156 052 Źródło: Państwowa Komisja Wyborcza |        |       |

### Mandat nr 167 – bezpartyjny
| Kandydat                                                          | Głosów | %     |
| ----------------------------------------------------------------- | ------ | ----- |
| Edward Rzepka                                                     | 95 679 | 62,38 |
| Bogusław Zak                                                      | 25 125 | 16,38 |
| Stanisław Kowalczyk                                               | 8307   | 5,42  |
| Grzegorz Hajdarowicz                                              | 7217   | 4,71  |
| Jacenty Socha                                                     | 4628   | 3,02  |
| Franciszek Przemyski                                              | 2478   | 1,62  |
| Liczba głosów ważnych: 153 371 Źródło: Państwowa Komisja Wyborcza |        |       |